# Cho Chang
Cho Chang (r. 1979.) imaginaran je lik iz romana o Harryju Potteru britanske spisateljice J. K. Rowling. Svrstana je u Ravenclawe i godinu je starija od Harryja. Opisana je kao niska i jako lijepa djevojka s dugom, crnom kosom. Čini se da je veoma popularna zato što je uvijek u pratnji velike grupe djevojaka. Cho je u ravenclawskoj metlobojskoj ekipi igrala na mjestu tragačice, a njezina je najdraža profesionalna metlobojska ekipa Orkani iz Tutshillea.
Cho je u četvrtom filmu, Harry Potter i Plameni pehar, glumila Katie Leung koja će se s ulogom vratiti i u petom filmu, Harry Potter i Red feniksa.
Cho je Harryjeva prva ljubav. Harry prvi put upoznaje Cho na svojoj trećoj godini tijekom metlobojske utakmice između Ravenclawa i Gryffindora u kojoj oboje igraju na poziciji tragača u protivničkim ekipama. Harry primjećuje da je Cho "veoma lijepa djevojka" zbog čega ima "čudan osjećaj u trbuhu", ali osim izmjene nekoliko pogleda te se godine ništa nije dogodilo.
Tijekom Harryjeve četvrte godine njegove se simpatije prema Cho još više razvijaju. Pozdravili su se na svjetskom metlobojskom prvenstvu, a Harry je kasnije smogao dovoljno hrabrosti da pita Cho želi li mu biti pratilja na Božićnom balu. Međutim, Cedric Diggory, drugi prvak na Tromagijskom turniru, već je pozvao Cho i njih su dvoje hodali sve dok Cedrica nije, po naredbi Lorda Voldemorta, ubio Peter Pettigrew.
Na početku pete knjige, Cho iznenađuje Harryja pokušajima da ga pronađe i razgovara s njim. Nažalost, ti susreti ne prolaze baš najbolje. Prvi put kad je Cho svratila, Harry je bio prekriven smrdljivom sluzi koju je otpustila Nevilleova biljka mimbulus mimbletonia, drugi put kad je pokušala razgovarati s Harryjem završila je u svađi s Ronom Weasleyjem zbog metlobojskih ekipa. U trećem je pokušaju, u sovinjaku, morala obraniti Harryja od sumnjičavog Argusa Filcha.
Cho se pridružila Dumbledoreovoj Armiji (sa sobom je dovela i prijateljicu, Mariettu Edgecombe) usprkos savjetu svojih roditelja koji su joj rekli da bi bilo bolje ne naljutiti Dolores Umbridge. Cho se pridružila odlučivši da će se boriti protiv Voldemorta zbog onog što se prethodne godine dogodilo Cedricu. Cho je na sastancima imala svojih uspona i padova. U početku je postajala nervozna svaki put kad bi Harry prošao pored nje na sastancima i tada nije uspijevala pravilno baciti nijednu čaroliju. Kasnije je uspjela stvoriti materijalnog patronusa u obliku labuda.
Cho se poljubila s Harryjem ispod jedne imele nekoliko dana prije Božića, ali je na Valentinovo na njihovom spoju u Hogsmeadeu njezina emocionalna nestabilnost zbog Cedricove smrti počela uzimati sve više maha, kao i njezina novootkrivena ljubomora na Harryjevo prijateljstvo s Hermione Granger.
Kad je Marietta izdala D.A., aktivirala je urok koji je na papir na kojem su se potpisali svi članovi bacila Hermiona. Zbog uroka Marietti su po licu izbili prištići koji su ispisali riječi "cinkarošica". Kad je Harry optužio Mariettu za izdaju, Cho ju je branila i to je bio početak kraja njihove veze.
Harry je nakon smrti Siriusa Blacka shvatio da su se njegovi osjećaji prema Cho promijenili. Na kraju Harryjeve pete godine Ginny Weasley otkrila je da je Cho ponovno u vezi sa svojim bivšim dečkom, Michaelom Cornerom.